# Barmeen
Barmeen é uma townland situada no Condado de Antrim, Irlanda do Norte. Encontra-se no sopé de Glendun, a oeste de Cushendun e a norte de Knocknacarry. Também está no barony histórico de Cary e na paróquia histórica de Culfeightrin cobrindo 59 acres.
O nome deriva do irlandês: Barr min. A população da townland obteve uma diminuição durante o século 19:
| Ano       | 1841 | 1851 | 1861 | 1871 | 1881 | 1891 |
| --------- | ---- | ---- | ---- | ---- | ---- | ---- |
| População | 35   | 43   | 47   | 40   | 21   | 26   |
| Famílias  | 5    | 7    | 6    | 6    | 5    | 5    |